# Żyłecznik zwisający
Żyłecznik zwisający (Alectoria sarmentosa (Ach.) Ach.) – gatunek grzybów należący do rodziny tarczownicowatych (Parmeliaceae). Ze względu na współżycie z glonami zaliczany jest do porostów.

## Systematyka i nazewnictwo
Pozycja w klasyfikacji według Index Fungorum: Alectoria, Parmeliaceae, Lecanorales, Lecanoromycetidae, Lecanoromycetes, Pezizomycotina, Ascomycota, Fungi.
Po raz pierwszy takson ten zdiagnozował w roku 1793 Erik Acharius nadając mu nazwę Lichen sarmentosus. W 1801 r. ten sam autor przeniósł go do rodzaju Alectoria jako Alectoria sarmentosa, i nazwa ta jest uznana przez Index Fungorum. Gatunek ten jest zmienny morfologicznie i ma kilka podgatunków, m.in.: Alectoria sarmentosa (Ach.) Ach., subsp. sarmentosa i Alectoria sarmentosa subsp. vexillifera (Nyl.) D. Hawksw.
Synonimy naukowe: Bryopogon ochroleucus var. sarmentosus (Ach.) Rabenh., Bryopogon sarmentosus (Ach.) Link, Cornicularia sarmentosa (Ach.) DC., Eualectoria sarmentosa (Ach.) Gyeln., Evernia sarmentosa (Ach.) Fr., Lichen sarmentosus Ach., Parmelia sarmentosa (Ach.) Ach.
Nazwa polska według Krytycznej listy porostów i grzybów naporostowych Polski.

## Charakterystyka
Plecha
Nitkowata, zwisająca. W Polsce osiąga długość do 30 cm, w innych regionach świata nawet do 80 cm. Do podłoża przyczepia się czarniawą nasadą. Jest widełkowato lub nieregularnie rozgałęziona. Drobne gałązki odstają prostopadle, większe zwisają łukowato. Gałązki plechy są sztywne, zielone, sinozielone, żółtozielone, matowe lub połyskujące. W części nasadowej osiągają grubość do 2 mm, ku wierzchołkowi są stopniowo coraz cieńsze. Powierzchnia jest gładka, miejscami tylko pomarszczona i dołeczkowana. Zawsze na gałązkach występują wyniesione ponad powierzchnię krótkie lub wydłużone pseudocyfelle, jaśniejsze i mające postać blizn. Plecha zawiera glony protokokkoidalne.
Rozmnażanie
Soralia występują bardzo rzadko, dość często natomiast występują lekanorowe apotecja o średnicy 2–10 mm. Mają gruby i pomarszczony brzeżek plechowy z pseudocyfellami i brunatne i nagie tarczki, które początkowo są wklęsłe, później płaskie lub nieco wypukłe. W jednym jajowatym i zgrubiałym worku powstaje 2–4 zarodników. Są one jednokomórkowe, elipsoidalne, proste, o rozmiarach 23–35 (–48) × (12–) 15–20 (–25) μm. Pyknidy występują rzadko, mają średnicę ok. 2 mm. Żyłecznik zwisający może rozmnażać się także przez fragmentację; jego gałązki ulegają rozrywaniu przez wiatr i są przez niego roznoszone.
Reakcje barwne
Kora K–, C–, KC+ żółty, P–, UV– (czasami K+ czerwony, C+ zielono-czarny w pobliżu podstawy); rdzeń K– (rzadko K+ żółty), C– i powoli staje się żółty, KC+ czerwony lub KC–, P– (czasami P+ żółty), UV+ niebieski. Kwasy porostowe: kora zawiera kwas usninowy, a czasami inne, niezidentyfikowane metabolity wtórne; rdzeń zwykle kwas alectorninowy i niewielkie ilości kwasu tamnoliowego, squamaticowego i barbaticowego. W obrębie gatunku Alectoria sarmentosa występują różne chemotypy zawierające różne kwasy porostowe, ale wszystkie zawierają kwas usninowy.

## Występowanie i siedlisko
Jest szeroko rozprzestrzeniony na kuli ziemskiej, z wyjątkiem Antarktydy i Australii występuje na wszystkich kontynentach, a także na wielu wyspach. W Europie północna granica zasięgu biegnie przez Grenlandię i archipelag Svalbard na Morzu Arktycznym.
W Polsce po II wojnie światowej opisano stanowiska tego gatunku wyłącznie w Karpatach i Sudetach. Dawniej był częsty w Tatrach, w rozproszeniu występował w Sudetach i Beskidach, obecnie jest rzadki. Znajduje się na Czerwonej liście roślin i grzybów Polski. Ma status EN – gatunek w sytuacji bardzo wysokiego ryzyka wymarcia w stanie dzikim w regionie. Jest gatunkiem ściśle chronionym.
Epifit. W Polsce rośnie na korze drzew szpilkowych, głównie na uschniętych świerkach w reglu górnym. W lasach deszczowych rośnie także na drzewach liściastych. Występuje tylko w lasach wilgotnych, z bardzo czystym powietrzem i w miejscach przynajmniej średnio naświetlonych, wyjątkowo także na omszałych skałach. Jest bardzo wrażliwy na zanieczyszczenia powietrza, z tego też powodu w tzw. skali porostowej wykorzystywany jest do monitorowania czystości powietrza.

## Galeria

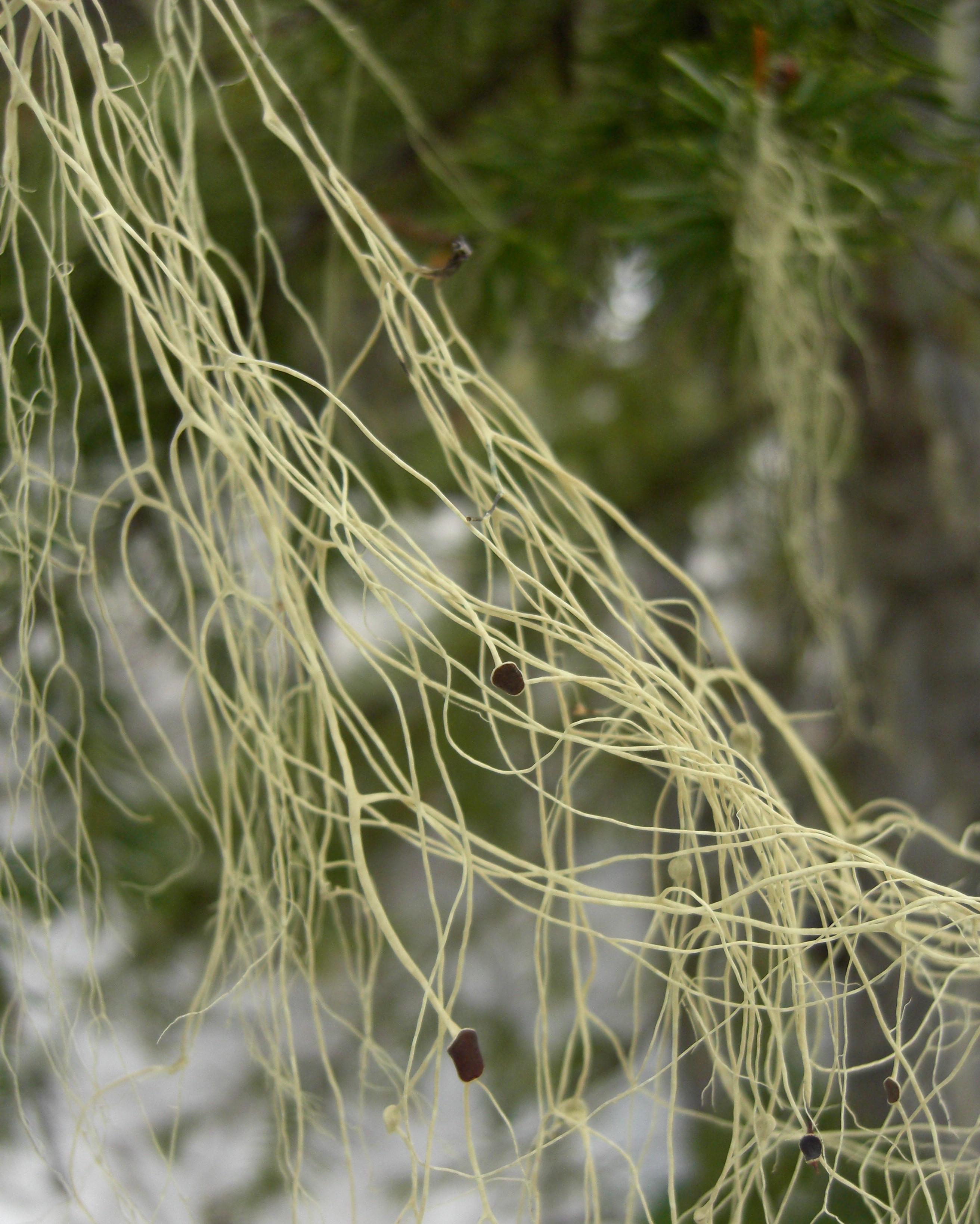
Gałązki z apotecjami
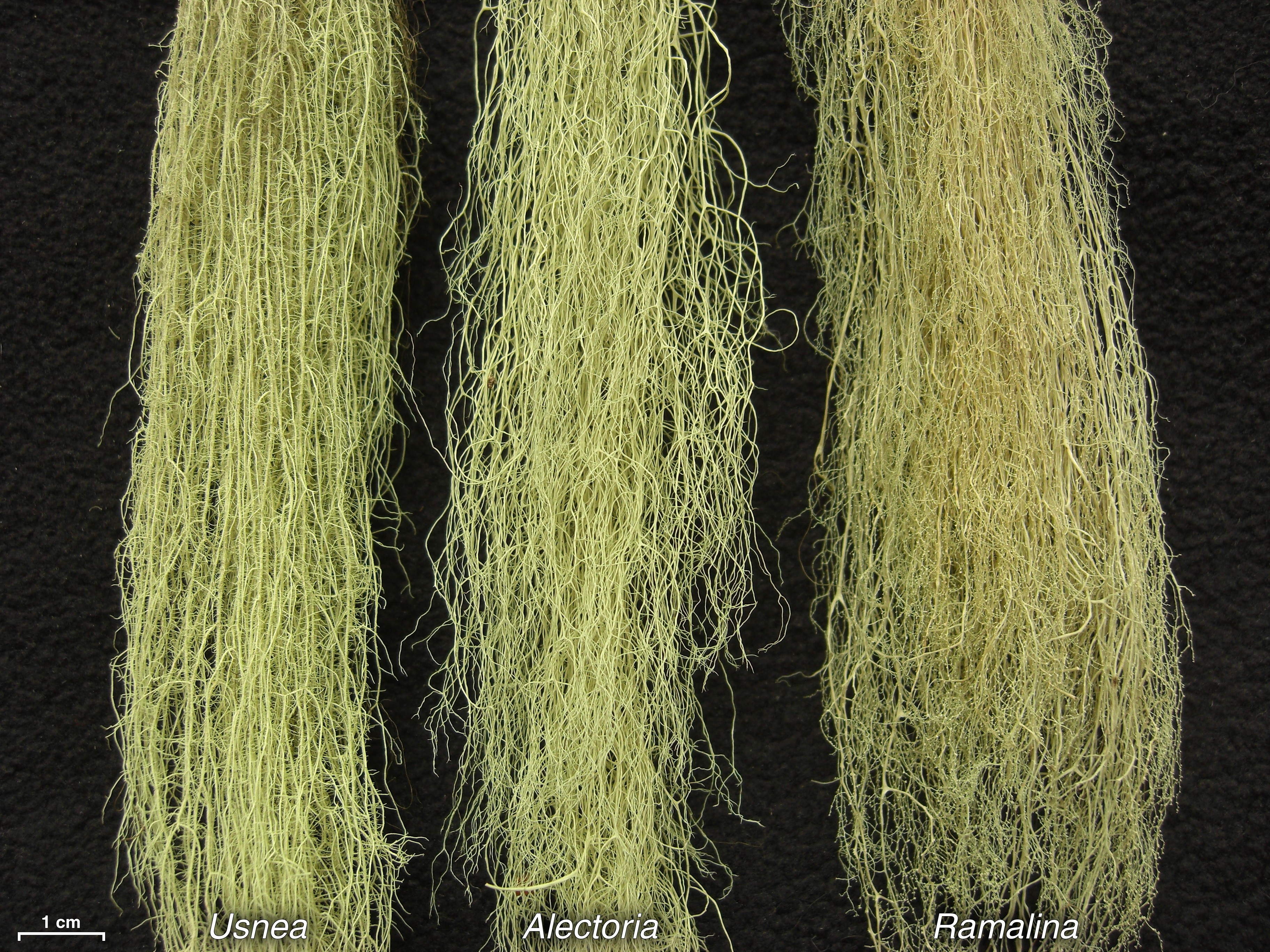
Porównanie żyłecznika z brodaczkami (Usnea) i odnożycami (Ramalina)
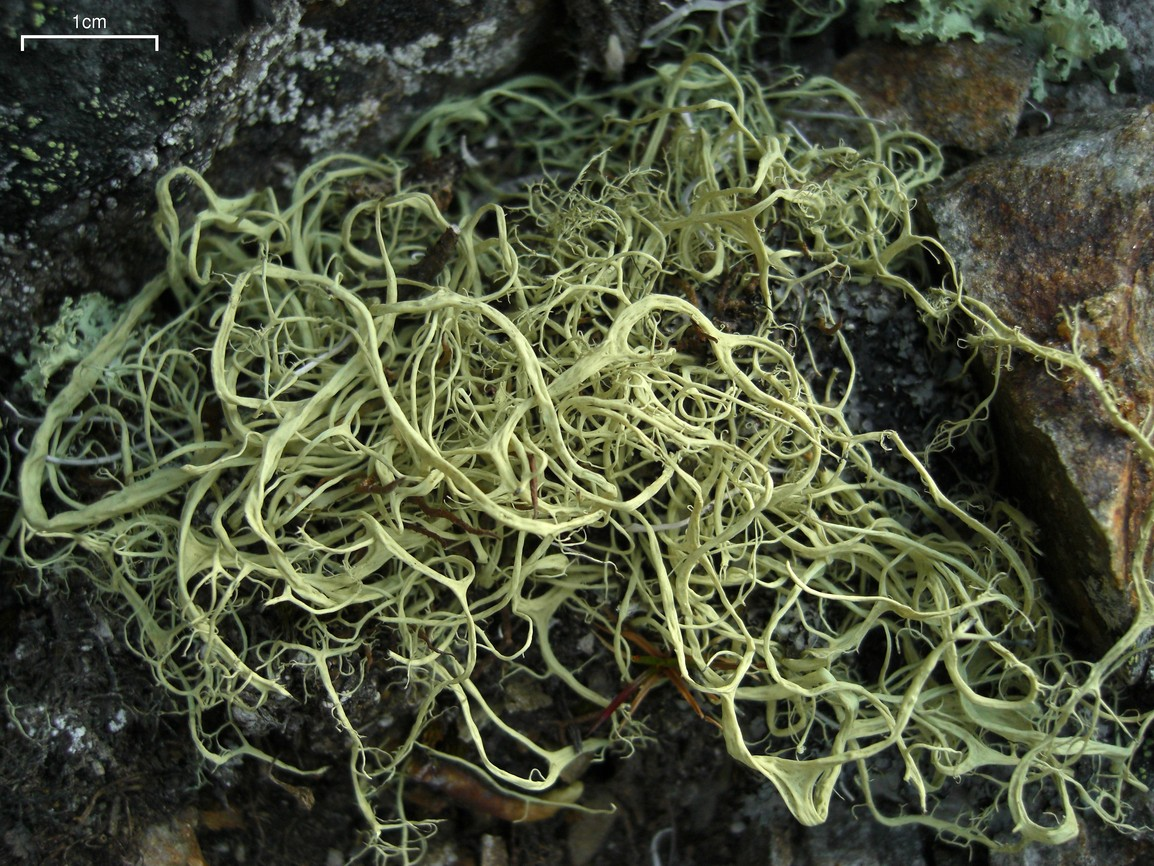
Gałązki żyłecznika zwisającego
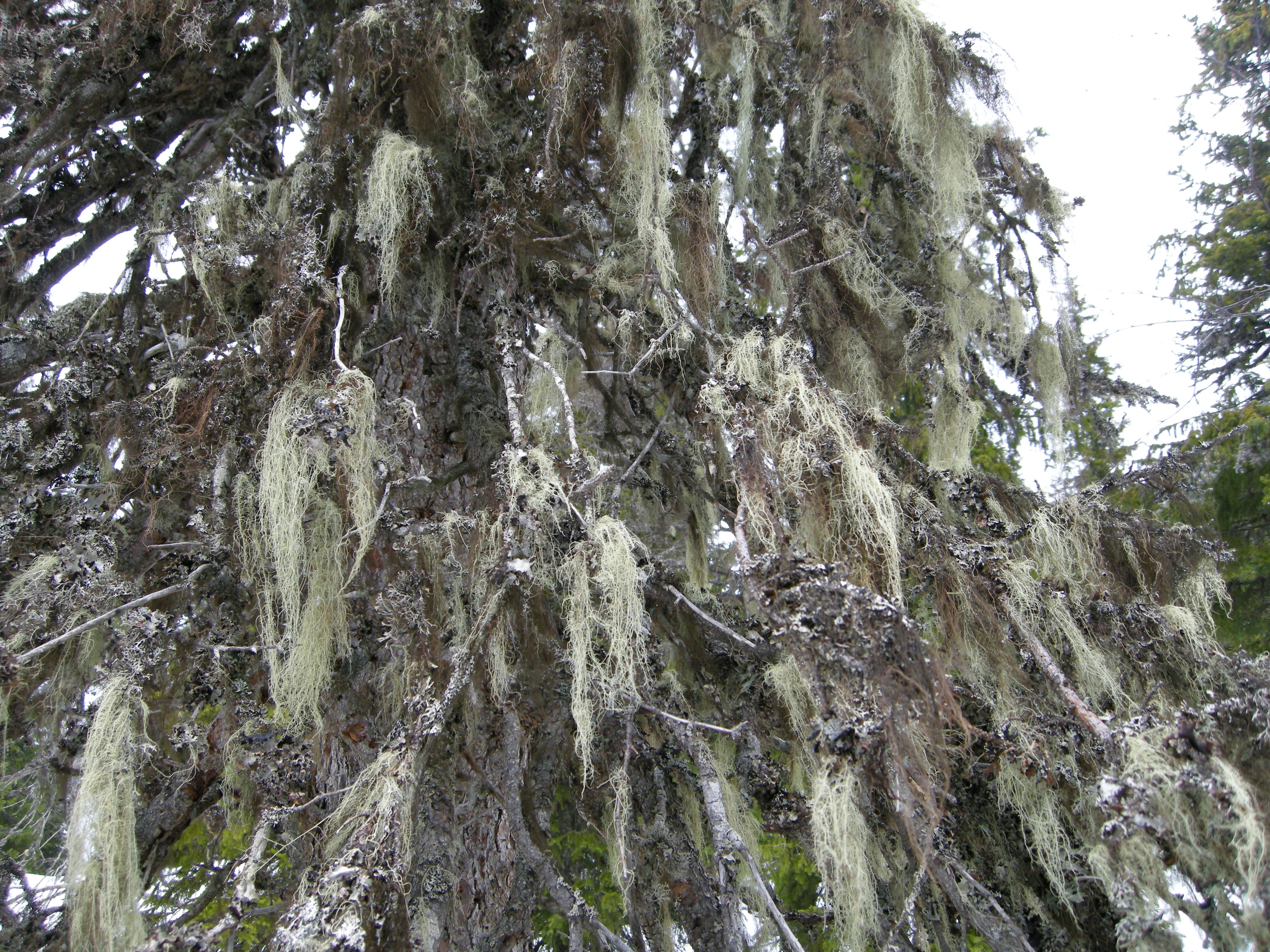
Liczne plechy na świerku

## Gatunki podobne
Żyłecznik zwisający podobny jest do brodaczek (Usnea), i podobnie jak one jest epifitem rosnącym na drzewach. Brodaczki mają jednak mechaniczną nibytkankę dobrze widoczną na przekroju poprzecznym. Powierzchnia gałązek brodaczek pokryta jest zwykle brodawkami, u żyłecznika zwisającego natomiast jest gładka z pseudocyfellami.